# Winchester College
Das Winchester College ist ein Eliteinternat für rund 740 Jungen im Alter zwischen 13 und 18 Jahren und Mädchen im Alter zwischen 16 und 18 Jahren in Winchester im Südwesten Englands. Die Schule zählt weltweit zu den renommiertesten Schulen und erreicht sowohl in den A-Levels als auch bei den GCSE Spitzenplätze.

## Beschreibung
Die Schule wurde 1382 gegründet und ist damit die älteste durchgehend bestehende Schule im Vereinigten Königreich. Gegründet wurde Winchester College ursprünglich von William von Wykeham, dem damaligen Bischof von Winchester und diente dem Zweck, armen Stipendiaten eine Ausbildung zu ermöglichen. Seit dem 16. Jahrhundert erlaubte die Schule auch die Aufnahme von zahlenden Schülern, die meist dem britischen Königshaus und einflussreichen Londoner Geschäftsfamilien angehörten.
Die Schule wird durch Schulgebühren und Spenden finanziert. Die Schulgebühren gehören mit 43,335 GBP (ca. 48.900 €) pro Jahr zu den höchsten Englands.
Bereits seit vielen Jahren genießt die Schule international einen exzellenten akademischen Ruf und erreicht oft hohe Positionen in den Rankings, die von britischen Zeitungen erstellt werden. Etwa 40 % der Schüler in jedem Jahrgang gehen weiterführend auf die Universitäten Oxford und Cambridge oder die Ivy League. Zwischen 2010 und 2018 erhielten durchschnittlich 33 % der Absolventen einen Studienplatz in Oxford oder Cambridge. Aufgrund dieser Tatsache müssen Bewerber Auswahlverfahren mit Interviews, Aufsätzen und verschiedenen Tests durchlaufen.
Das Internat ist für seine vielen jahrhundertealten Traditionen bekannt, darunter die so genannten Notions, eine von den Schülern verwendete Sprache mit Einflüssen aus dem Altenglischen und Lateinischen, und der schuleigene Sport Winchester College Football, eine Mischung aus Rugby und Fußball.
Die Schule ist fast ausschließlich eine boarding school. Die Schüler leben in elf Häusern mit jeweils rund sechzig Schülern. Stipendiaten (scholars) leben in einem eigenen Haus, dem sogenannten College.
Das Schulmotto lautet: „Manners makyth man“ („Manieren formen einen Mann“).
Die Schule hat mit der Umwandlung in eine koedukative Schule begonnen und nimmt seit September 2022 männliche und weibliche Tagesschüler auf, nachdem sie zuvor über 600 Jahre lang ein reines Jungeninternat war.

## Alte Sprachen
Am Winchester College werden Latein und Altgriechisch unterrichtet.

## Schüler (Auswahl)
Zu den lebenden Ehemaligen der Schule, den sogenannten Old Wykehamists, gehören der ehemalige Premierminister des Vereinigten Königreichs Rishi Sunak, mehrere Abgeordnete im britischen Unterhaus, die alle Ministerrollen innehaben, sowie der derzeitige militärische Befehlshaber der Streitkräfte des Vereinigten Königreichs und der Filmregisseur Joss Whedon. Sonstige Wykehamists:
- Henry Addington, 1. Viscount Sidmouth, Premierminister des Vereinigten Königreichs
- Antony Beevor, Historiker
- Charles Vyner Brooke, letzter Weißer Raja von Borneo
- Basil Brooke, 1. Viscount Brookeborough, Premierminister von Nordirland
- Thomas Burgess, Schriftsteller
- Nick Carter, Chef des Verteidigungsstabes und militärischer Befehlshaber der Streitkräfte des Vereinigten Königreichs
- Korn Chatikavanij, Finanzminister von Thailand
- Apsley Cherry-Garrard, Polarforscher
- Kenneth Clark, Kunsthistoriker, Direktor der National Gallery, London
- John Colborne, 1. Baron Seaton, Feldmarschall und Kolonialverwalter
- William Collins, Dichter.
- Hugh Courtenay, 18. Earl of Devon, Politiker
- Hugh Dancy, Schauspieler
- Alfred Douglas, Dichter und Begleiter/Liebhaber von Oscar Wilde
- Hugh Dowding, 1. Baron Dowding, Battle of Britain-Kommandeur
- Freeman Dyson, Mathematiker und Physiker, Träger der Max-Planck-Medaille
- David Eccles, 1. Viscount Eccles, Politiker
- Francis Festing, Feldmarschall und Chef des Imperialen Generalstabes
- Michael Foot, Historiker
- Hugh Gaitskell, Oppositionsführer im Britischen Parlament
- Edward Grey, 1. Viscount Grey of Fallodon, Außenminister des Vereinigten Königreichs
- Michael Howard, 21. Earl of Suffolk, Politiker
- Geoffrey Howe, Außenminister und Vizepremierminister des Vereinigten Königreichs
- William Howley, Erzbischof von Canterbury
- Michael Jay, Baron Jay of Ewelme, Britischer Botschafter in Frankreich und Leiter des Auswärtigen Dienstes
- Robert Lowe, 1. Viscount Sherbrooke, Finanzminister des Vereinigten Königreichs
- George Mallory, Bergsteiger
- Samuel Morland, Wissenschaftler und Doppelagent
- George Nash, Olympiasieger und Weltmeister im Rudern
- Robert Nichols, Dichter
- William Palmer, 2. Earl of Selborne, Politiker
- Roundell Palmer, 1. Earl of Selborne, Lordkanzler des Vereinigten Königreichs
- Geoffrey Rowell, Bischof der Anglikanischen Diözese in Europa
- Robert Shirley, 13. Earl Ferrers, Politiker
- John Alexander Sinclair, Chef des MI6
- Richard L. M. Synge, Biochemiker, Nobelpreisträger für Chemie
- Sir Herbert Stewart, General der Kolonialkriege
- Tom Sturridge, Schauspieler
- Rishi Sunak, Premierminister des Vereinigten Königreichs
- Frederic Thesiger, 1. Viscount Chelmsford, Generalgouverneur und Vizekönig von Indien
- David J. Thouless, Nobelpreisträger für Physik
- Anthony Trollope, Schriftsteller
- William Warham, Erzbischof von Canterbury
- Joseph Warton, Autor
- Archibald Wavell, 1. Earl Wavell, Feldmarschall und Generalgouverneur und Vizekönig von Indien
- Joss Whedon, Filmregisseur
- William Whitelaw, 1. Viscount Whitelaw, Innenminister und Vizepremierminister des Vereinigten Königreichs
- John Whittingdale, Kulturminister des Vereinigten Königreichs
- William Wood, 1. Baron Hatherley, Lordkanzler des Vereinigten Königreichs
- Max Woosnam, Olympischer und Wimbledon Tennis Champion und Kapitän der englischen Fußballnationalmannschaft
- Rupert Wyatt, Filmregisseur
- Shaun Wylie, Mathematiker und Codeknacker im Zweiten Weltkrieg
- George Younger, 4. Viscount Younger of Leckie, Politiker
- James Younger, 5. Viscount Younger of Leckie, Politiker

Zudem haben sieben Schüler das Victoria Cross oder das George Cross, die höchsten Auszeichnungen für Tapferkeit im Vereinigten Königreich und Commonwealth erhalten:
- Lieutenant-Colonel Daniel Burges VC
- Lieutenant Gustavus Hamilton Blenkinsopp Coulson VC
- Sub-Lieutenant Peter Danckwerts GC
- Lieutenant-Colonel Charles Doughty-Wylie VC CB CMG
- Captain Alfred Spencer Heathcote VC
- Second Lieutenant Dennis George Wyldbore Hewitt VC
- Captain Arthur Forbes Gordon Kilby VC MC